# アブスメントガード
アブスメントガード（abasement guard）は、武道、格闘技における、女性用の下腹部（主に女性器）を保護するための防具である。
下腹部を硬質スポンジで覆い、衝撃を吸収緩和させるものが多く、着衣の下に身に着けることが多い。

## 有用性
下腹部を痛めつけられる行為を観戦者に晒すことは、競技者にとって不名誉なもので屈辱以外のなにものでもなく、時としてその痛みに耐える行為が競技の品位を損なう場合もある。
下腹部へのダメージによる生殖不能を回避するほか、競技者の名誉を守り屈辱を軽減させ、競技の品位低下を防ぐためにも有用である。